# Liste der Bodendenkmäler in Bubenreuth
Auf dieser Seite sind die Bodendenkmäler in der mittelfränkischen Gemeinde Bubenreuth zusammengestellt. Diese Tabelle ist eine Teilliste der Liste der Bodendenkmäler in Bayern. Grundlage ist die Bayerische Denkmalliste, die auf Basis des Bayerischen Denkmalschutzgesetzes vom 1. Oktober 1973 erstmals erstellt wurde und seither durch das Bayerische Landesamt für Denkmalpflege geführt wird. Die folgenden Angaben ersetzen nicht die rechtsverbindliche Auskunft der Denkmalschutzbehörde.

## Bodendenkmäler in Bubenreuth
| Lage                  | Objekt                                                                    | Akten-Nr.     | Bild |
| --------------------- | ------------------------------------------------------------------------- | ------------- | ---- |
| Bubenreuth (Standort) | Bestattungsplatz des Endneolithikums und der Bronzezeit mit Grabhügeln.   | D-5-6332-0016 |      |
| Bubenreuth (Standort) | Siedlung der Bronzezeit.                                                  | D-5-6332-0019 |      |
| Bubenreuth (Standort) | Bestattungsplatz der frühen Hallstattzeit mit Brandgräbern.               | D-5-6332-0020 |      |
| Bubenreuth (Standort) | Siedlung der Urnenfelderzeit.                                             | D-5-6332-0021 |      |
| Bubenreuth (Standort) | Siedlung vor- und frühgeschichtlicher Zeitstellung.                       | D-5-6332-0022 |      |
| Bubenreuth (Standort) | Siedlung vor- und frühgeschichtlicher Zeitstellung.                       | D-5-6332-0023 |      |
| Baiersdorf (Standort) | Bestattungsplatz oder Siedlung vor- und frühgeschichtlicher Zeitstellung. | D-5-6332-0058 |      |
| Bubenreuth (Standort) | Siedlung vorgeschichtlicher Zeitstellung.                                 | D-5-6332-0174 |      |
| Bubenreuth (Standort) | Erdbauten des Ludwig-Donau-Main-Kanals (1836-45).                         | D-5-6332-0215 |      |